# Länsväg 193
Länsväg 193 går sträckan Riksväg 47 - Tidaholm - Linderyd i Västra Götalands län.
Vägen går inom Falköpings, Tidaholms och Hjo kommuner, Västra Götalands län. Den är landsväg hela sträckan. Längden är 36 km.

## Anslutningar
Vägen ansluter till Riksväg 47, Riksväg 26 och Länsväg 195.

## Historia
På 1940-talet infördes vägnummer i Sverige och då gavs nummer 193 till hela sträckan Falköping - Hjo (egentligen Skörstorp-Linneryd/Isleryd). Vägen gick då en krokigare rutt bland annat förbi Suntaks kyrka, genom Tidaholms centrum, förbi Håvens gård och Klämmesbo. En till största del ny, rakare sträckning och ringled runt Tidaholms centrum byggdes 1963 och 1969.